# طوطی‌های گینه نو
طوطی‌های گینه نو (نام علمی: Geoffroyus)، سرده‌ای از طوطی‌ها در خانوادهٔ طوطیان سبز است. گونه‌های آن در گینه نو و پیرامون آن، جزایر سلیمان، شمال استرالیا و جزایر اندونزی یافت می‌شوند. این سرده دارای گونه‌های زیر است:
- طوطی گونه‌سرخ (Geoffroyus geoffroyi)
- طوطی یقه‌آبی (Geoffroyus simplex)
- طوطی آوازخوان (Geoffroyus heteroclitus)
- طوطی رنل (Geoffroyus hyacinthinus)